# Replay Official

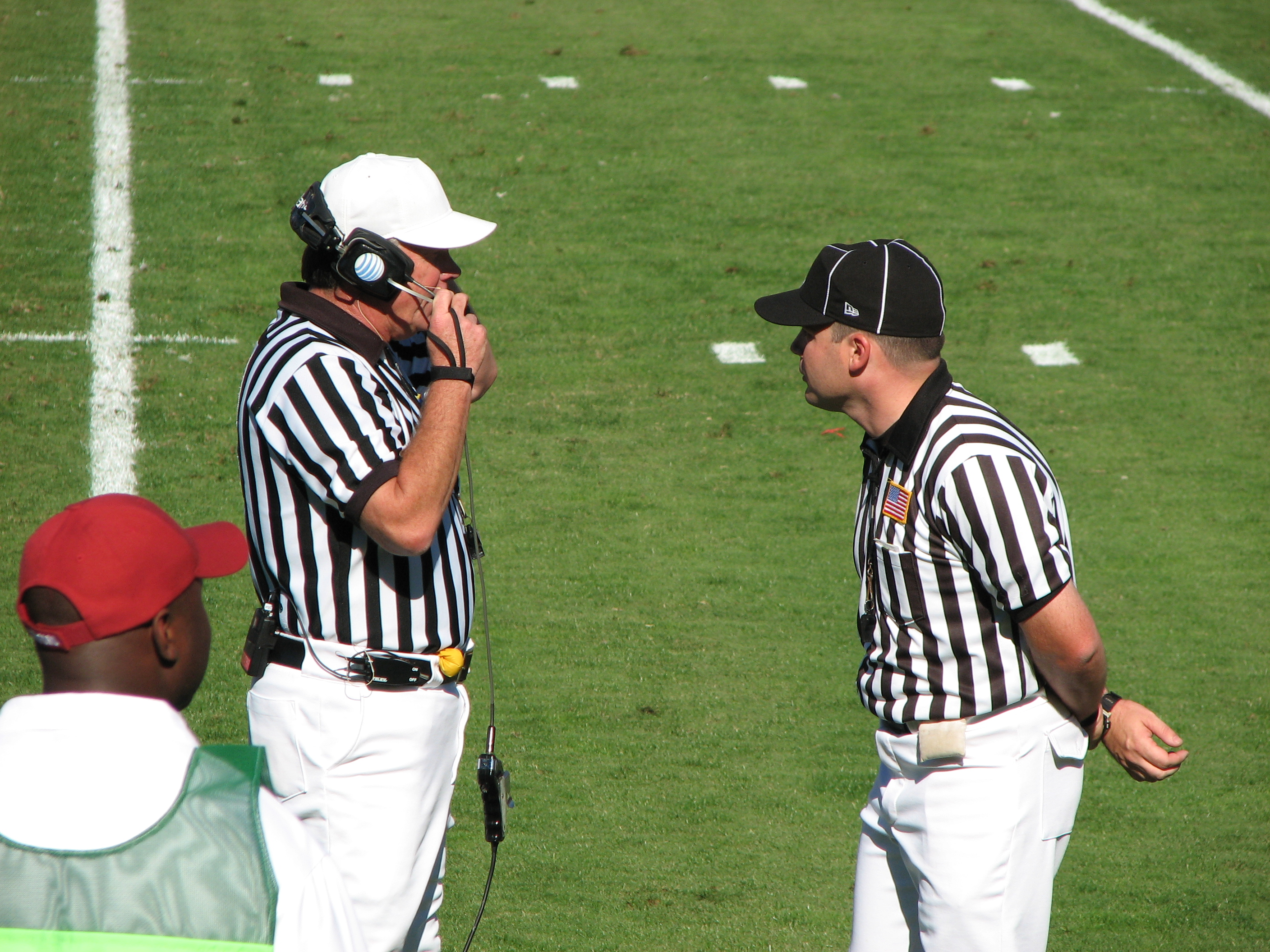
Der Referee unterhält sich mit dem Replay Official über Funk

Der Replay Official im American Football zählt zum erweiterten Kreis der Schiedsrichter. Der Replay Official ist dafür verantwortlich,  dass das Spiel bei strittigen Schiedsrichterentscheiden rechtzeitig unterbrochen wird, um einen Videobeweis zu ermöglichen. Sobald ein neuer Spielzug gestartet wurde, ist eine sogenannte Challenge nicht mehr möglich. Im College Football trägt der Replay Official diese Verantwortung während des ganzen Spieles, in der NFL nur während der letzten beiden Minuten einer Halbzeit sowie in der Verlängerung. Während der restlichen Zeit kann der Head Coach durch das Werfen einer roten Flagge eine Challenge fordern.